# Джонс, Эшли
Эшли Джонс (англ. Ashley Jones; род. 3 сентября 1976, Мемфис, Теннесси) — американская актриса.

## Жизнь и карьера
Эшли Джонс родилась в Мемфисе и дебютировала на телевидении в 1993 году, в эпизоде сериала «Доктор Куин, женщина-врач». Позже она появилась в нескольких телефильмах, прежде чем в 1997 году присоединилась к мыльной опере «Молодые и дерзкие», где снималась несколько последующих лет. В 1999 и 2000 годах она номинировалась на Дневную премию «Эмми» за роль в мыльной опере.
Джонс наиболее известна благодаря своей роли Бриджет Форрестер в дневной мыльной опере «Дерзкие и красивые», где она снималась с 2004 по 2012 год. Вплоть до 2010 года в шоу она была регулярно, но в октябре 2010 была понижена до периодического появления. Она кратко возвращалась в сериал в 2011, 2012 и 2013 годах.
Джонс имела второстепенную роль в прайм-тайм, в сериале «Настоящая кровь» в 2009 году. Также на телевидении она была гостем в таких сериалах как «90210: Новое поколение», «До смерти красива», «Кости», «Мыслить как преступник», «Частная практика», «Доктор Хаус», «C.S.I.: Место преступления», «Менталист», «Расследование Джордан» и «Сильное лекарство». Помимо этого Джонс регулярно снимается в телефильмах для женского кабельного канала Lifetime, таких как «Смерть в 17», «Тайны из её прошлого» и «Месть сестры».

## Личная жизнь
В 2002—2009 года Джонс была замужем за актёром Ноа Нельсоном.
С 2015 года Джонс замужем за менеджером инфраструктуры ИТ Джоэлем Хенриксом, с которым она встречалась год до их свадьбы. У супругов есть сын — Хейден Джоэл Хенрикс (род. 24.05.2016).
6 сентября 2019 года она подала на развод с Хенриксом. Согласно судебным документам, Джонс и её 3-летний сын Хейден покинули их дом 17 августа, боясь за свою безопасность. В документах Джонс утверждает, что Хенрикс издевался над ней в течение многих лет, ещё с тех пор, когда они не были женаты. В 2017 году, во время одного из случае насилия со стороны Хенрикса, он вызвал спиральный перелом её руки, и ей пришлось сделать операцию.

## Фильмография
| Год       |     | Русское название                    | Оригинальное название               | Роль                        |
| --------- | --- | ----------------------------------- | ----------------------------------- | --------------------------- |
| 1993      | с   | Доктор Куин, женщина-врач           | Dr. Quinn, Medicine Woman           | Ингрид                      |
| 1993      | с   | В следующий раз                     | The Fire Next Time                  | Линни Морган                |
| 1995      | тф  | Она сражалась в одиночку            | She Fought Alone                    | Сьюзан                      |
| 1996      | тф  | Наш сын — сваха                     | Our Son, the Matchmaker             | молодая Вайнона             |
| 1997—2000 | с   | Молодые и дерзкие                   | The Young and the Restless          | Меган Деннисон              |
| 1999      | с   | Тихая гавань                        | Safe Harbor                         | студентка / Лиза            |
| 2000      | ф   | Гвардейцы короля                    | The King’s Guard                    | принцесса Гвендолин         |
| 2000      | с   | Сильное лекарство                   | Strong Medicine                     | Шелли Лейн                  |
| 2001      | ф   | Жертва дьявола                      | Devil’s Prey                        | Сьюзан                      |
| 2001      | с   | V.I.P.                              | V.I.P.                              | Анна Петров                 |
| 2001      | с   | Восточный парк                      | The District                        | Дейна Рэйберн               |
| 2002      | с   | Для людей                           | For the People                      | Триста                      |
| 2003      | ф   | Старая закалка                      | Old School                          | поставщик                   |
| 2004      | с   | Без следа                           | Without a Trace                     | Триста Бауден               |
| 2004      | с   | Расследование Джордан               | Crossing Jordan                     | Бет Флаэрти                 |
| 2004—2018 | с   | Дерзкие и красивые                  | The Bold and the Beautiful          | доктор Бриджит Форрестер    |
| 2005      | ф   | Экстремальное свидание              | Extreme Dating                      | Аманда                      |
| 2007      | с   | C.S.I.: Место преступления Нью-Йорк | CSI: NY                             | Кеннеди Гейбл               |
| 2008      | тф  | Роковая связь                       | A Teacher’s Crime                   | Керри Райан                 |
| 2008      | кор | —                                   | His Good Will                       | Дороти                      |
| 2008      | тф  | Смерть в 17                         | Dead at 17                          | Бекка                       |
| 2009      | с   | Доверься мне                        | Trust Me                            | Аманда Паттерсон            |
| 2009      | с   | Настоящая кровь                     | True Blood                          | Дафни Лэндри                |
| 2009      | с   | Вспомни, что будет                  | Flash Forward                       | Камилл                      |
| 2009      | с   | Менталист                           | The Mentalist                       | Сандрин Гербер              |
| 2009      | с   | C.S.I.: Место преступления          | CSI: Crime Scene Investigation      | Шиа Ламмет                  |
| 2010      | с   | Шоу Джона Кервина                   | The John Kerwin Show                | в роли самой себя           |
| 2010      | тф  | —                                   | The Rockford Files                  | Дженет                      |
| 2011      | с   | Доктор Хаус                         | House                               | Дайан                       |
| 2011      | тф  | Тайна прошлого                      | Secrets from Her Past               | Кейт Коллинз / Стефани Уикс |
| 2012      | с   | Частная практика                    | Private Practice                    | Дейни                       |
| 2012      | с   | Кости                               | Bones                               | доктор Кэти / Шери Редферн  |
| 2012      | ф   | Пёс-купидон                         | Gabe the Cupid Dog                  | Лана                        |
| 2012      | тф  | В ритме беззакония                  | Outlaw Country                      | Лиэнн                       |
| 2012      | с   | До смерти красива                   | Drop Dead Diva                      | Шейла Риз                   |
| 2013      | с   | 90210: Новое поколение              | 90210                               | Аманда Барнард              |
| 2013      | тф  | Месть сестры                        | A Sister’s Revenge                  | Кэтрин Миллер               |
| 2013      | ф   | Насест ангела                       | Angel’s Perch                       | Джинни                      |
| 2013      | ф   | —                                   | Grave Secrets                       | миссис Питерсон             |
| 2014      | с   | Мыслить как преступник              | Criminal Minds                      | Кейт Хоффер                 |
| 2014      | тф  | —                                   | The Secret Sex Life of a Single Mom | Делейн                      |
| 2015      | ф   | Шафер напрокат                      | The Wedding Ringer                  | Бабс Фремонт                |
| 2015      | с   | C.S.I.: Киберпространство           | CSI: Cyber                          | Арианна Питерсон            |
| 2016      | с   | Морская полиция: Лос-Анджелес       | NCIS: Los Angeles                   | Джолин Таунсенд             |
| 2016—2017 | с   | Главный госпиталь                   | General Hospital                    | Паркер Форсайт              |
| 2017      | ф   | —                                   | Good After Bad                      | Сандра                      |
| 2017      | с   | Морская полиция: Спецотдел          | NCIS                                | Нэнси Дуглас                |
| 2017      | тф  | —                                   | 12 Days of Giving                   | Памела                      |
| 2017      | тф  | Вы убили мою мать                   | You Killed My Mother                | Мириам Престон              |
| 2017—2018 | с   | Особо тяжкие преступления           | Major Crimes                        | Тэмми Бечтел                |
| 2019      | тф  | —                                   | Homekilling Queen                   | Конни Мэннинг               |
| 2019      | кор | —                                   | We Die Alone                        | Элейн                       |